# Tarachina
Tarachina es un género de mantis  (insectos del orden Mantodea) que cuenta con las siguientes especies. Es originario de África.

## Especies
- Tarachina brevipennis
- Tarachina congica
- Tarachina constricta
- Tarachina occidentalis
- Tarachina rammei
- Tarachina raphidioides
- Tarachina schultzei
- Tarachina seriepunctata
- Tarachina transvaalensis
- Tarachina werneri
- Tarachina zernyi